# Nothomitra cinnamomea
Nothomitra cinnamomea är en svampart som beskrevs av Maas Geest. 1964. Nothomitra cinnamomea ingår i släktet Nothomitra, ordningen disksvampar, klassen Leotiomycetes, divisionen sporsäcksvampar och riket svampar.   Inga underarter finns listade i Catalogue of Life.